# Henri-Alexandre Calvel
Henri-Alexandre Calvel, francoski general, * 1881, † 1963.